# クリスタルホテル南千里
クリスタルホテル南千里（クリスタルホテルみなみせんり）は、大阪府吹田市の阪急千里線南千里駅駅前にあるホテル。1983年にホテルサンルート南千里として開業して以来、経営体制や名称の変更を重ね、2012年から現在の名称になっている。
南千里駅を含む千里ニュータウンの千里南地区センターの一画とは道路を隔てた位置にあるが、センター内の諸施設とは歩行者用のデッキで結ばれている。

## ホテルサンルート南千里
このホテルは、ホテルサンルート南千里として、1983年3月20日に開業した。地上8階建て、総面積12,750平方メートルの建物の1階から3階までにテナントを入れ、4階以上をホテルとし、シングル24室、ツイン46室など、合計79室の客室と、レストラン、和食堂、ラウンジなどを備えおり、設備投資額は58億8千万円と報じられた。
フランチャイジーとして経営に当たったのは、大阪市を本社とした東海サンルートで、フランチャイザーであるサンルートホテルシステムが支配人を派遣するなどして経営指導にあたった。東海サンルートの創設時の社長は、後に光進事件で知られるようになった小谷光浩であり、同社の資本金は1億円であった。光進事件の経緯の中で、小谷は当時の住友銀行から200億円ほどの資金を引き出していたとされるが、そのうち20億円は1983年にホテルサンルート南千里を担保として融資されたものであったという。

## ホテルマーレ南千里
2002年の時点では、名称はホテルマーレ南千里となっており、シングル73室、ツイン52室、ダブル4室、デラックスツインとセミスイート各1室の合計131室が設けられていた。
ホテルマーレ南千里は、2011年11月30日で営業を終了した。

## スマイルホテル南千里
スマイルホテル南千里は、ホテルマーレ南千里をそのまま引き続かたちで、2011年12月1日から営業を開始した。客室の構成は、シングル24室、ダブル/セミダブル53室、ツイン/トリプル54室とされていた。

## クリスタルホテル南千里
2012年9月の時点では、まだスマイルホテル南千里であったが、同年末の時点では、名称はクリスタルホテル南千里となっていた。このホテルの運営にあたっているのは、2007年に設立され、本社を宮古島市に置く株式会社リゾートライフであり、クリスタルホテル南千里の運営に当たるようになって以降、大阪市を中心に複数のホテルを展開して、クリスタルホテルグループを形成している。
第46回衆議院議員総選挙の公示を直後に控えた2012年11月25日には、当時の野田佳彦首相が、大阪7区に立候補する予定だった藤村修官房長官の集会に出席するため、会場であったクリスタルホテル南千里に立ち寄った。